# Epacria reticulata
Epacria reticulata är en insektsart som beskrevs av Gerstaecker 1895. Epacria reticulata ingår i släktet Epacria och familjen Nogodinidae. Inga underarter finns listade i Catalogue of Life.